# Karl Eberhard Herwarth von Bittenfeld

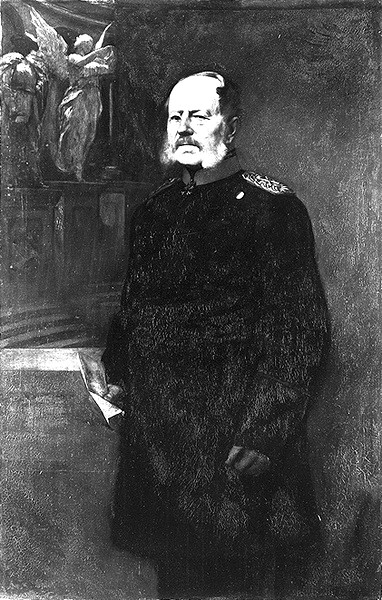
Karl Eberhard Herwarth von Bittenfeld.

Karl Eberhard Herwarth von Bittenfeld (4 de septiembre de 1796 - 2 de septiembre de 1884) fue un mariscal de campo (Generalfeldmarschall) prusiano.

## Biografía
Herwarth von Bittenfeld nació en Werther, Turingia, en el seno de una familia aristocrática que había proporcionado muchos oficiales distinguidos al Ejército prusiano.
Herwarth von Bittenfeld entró en la infantería con el 2.º Regimiento de Guardias en 1811, y sirvió a lo largo de la Guerra de Liberación (1813-15) de las Guerras Napoleónicas, distinguiéndose en Lützen y en  París. Durante los años de paz ascendió lentamente hasta el alto mando. En la revolución de 1848 en Berlín, cumplía servicio en el palacio real como coronel del 1.º de Guardias. Mayor-general (Generalmajor) en 1852, y teniente-general (Generalleutnant) en 1856, recibió el grado de general de infantería y el mando del VII. Cuerpo en 1860.
En la Segunda Guerra de Schleswig (Guerra de los Ducados) en 1865, Herwarth von Bittenfeld sucedió en el mando de los prusianos cuando el Príncipe Federico Carlos de Prusia se convirtió en comandante en jefe de los aliados, y fue bajo su liderazgo que las fuerzas prusianas forzaron el pasaje a la isla de Als tras la victoria sobre el General Steinmann el 29 de junio, terminando con la guerra poco después. Bittenfeld fue seleccionado para el mando del VIII. Cuerpo en otoño. El 29 de junio, también recibió la orden Pour le Mérite (clase militar).
En la guerra austro-prusiana, Herwarth comandó el Ejército del Elba que rebasó Sajonia e invadió Bohemia por el valle del Elba. Sus tropas ganaron las acciones de Hühnerwasser y Münchengrätz, y en Königgrätz formó el ala derecha del ejército prusiano. Herwarth él mismo dirigió la batalla contra el flanco izquierdo austríaco.
Volviendo al mando del VIII. Cuerpo después de la guerra, Herwarth von Bittenfeld se convirtió en miembro del Reichstag de la Confederación Alemana del Norte desde 1867 hasta 1870. Continuaría planificando las defensas del Oeste de Alemania contra una posible ofensiva francesa hasta julio de 1870.
En 1870, durante la guerra franco-prusiana, Herwarth von Bittenfeld no fue empleado en el campo de batalla, pero estuvo al cargo de la empresa no menos importante de organizar y expedir todas las reservas y material requerido por los ejércitos en Francia y más tarde supervisar los campos de prisioneros de guerra cuando la amenaza de una invasión francesa fue eliminada. En 1871, sus grandes servicios fueron reconocidos con la promoción al rango de mariscal de campo. El resto de su vida lo pasó en retiro en Bonn, donde murió en 1884. Desde 1889 el 13.º Regimiento (1.º de Westfalia) de Infantería llevó su nombre.